# Mihai Răduț
Mihai Răduț (Slatina, 18 marzo 1990) è un calciatore rumeno, centrocampista dell'FCU Craiova.

## Carriera

### Club
È arrivato alla Steaua Bucarest il 17 giugno 2010 ed ha esordito in maglia rossoblu il 25 luglio 2010 nella prima giornata del campionato rumeno, vincendo in casa dell'Universitatea Cluj.
Nella Liga I 2012-2013 gioca in prestito al Pandurii Targu Jiu per poi ritornare alla Steaua a termine prestito.

### Nazionale
Răduț ha esordito in nazionale maggiore il 29 maggio 2010 nella partita persa per 3-2 contro l'Ucraina.

## Palmarès
- Coppa di Romania: 1

Steaua Bucarest: 2010-2011
- Supercoppa di Romania: 1

Steaua Bucarest: 2013
- Campionato rumeno: 1

Steaua Bucarest: 2013-2014